# Santa María del Tiétar
Santa María del Tiétar é um município da Espanha na província de Ávila, comunidade autónoma de Castela e Leão, de área 11,9 km² com população de 580 habitantes (2007) e densidade populacional de 35,42 hab/km².

## Localização
Localiza-se no sul da província de Ávila.
| Noroeste: Casillas             | Norte: Casillas           | Nordeste: Rozas de Puerto Real |
| Oeste: Sotillo de la Adrada    |                           | Este: Rozas de Puerto Real     |
| Sudoeste: Sotillo de la Adrada | Sul: Rozas de Puerto Real | Sudeste: Rozas de Puerto Real  |

## Demografia
| Variação demográfica do município entre 1991 e 2004 | Variação demográfica do município entre 1991 e 2004 | Variação demográfica do município entre 1991 e 2004 | Variação demográfica do município entre 1991 e 2004 |
| --------------------------------------------------- | --------------------------------------------------- | --------------------------------------------------- | --------------------------------------------------- |
| 1991                                                | 1996                                                | 2001                                                | 2004                                                |
| 370                                                 | 378                                                 | 407                                                 | 425                                                 |